# Jacques-Vincent de Languet de Gergy
Jacques-Vincent (de) Languet, comte de Gergy (døbt 29. april 1667, død 17. november 1734) var en fransk adelsmand og diplomat. Han var Frankrigs ambassadør i Republikken Venedig fra 1723 til sin død 1734.
Han var oprindelig seigneur, men blev ophøjet til greve i 1706. I november 1697 blev han af Ludvig XIV sendt som ekstraordinær udsending til hertug Eberhard Ludvig af Württemberg ved afslutningen af den Pfalziske Arvefølgekrig. Siden fulgte andre missioner, især til Italien.
Canaletto har udført et kendt maleri af en reception hos greven i Dogepaladset i 1726. De Languet de Gergy var også en mæcen, som støttede komponisten Antonio Vivaldi.